# Gunnora
Gunnora (936/950? – 1031?) byla milenkou a později manželkou Richarda I. Normandského a normandskou vévodkyní. Působila také jako regentka vévodství během nepřítomnosti manžela, jako rádkyně jeho i jeho nástupce, syna Richarda II.

## Život
Jména Gunnořiných rodičů jsou neznámá, ale kronikář Robert z Torigny napsal, že jejím otcem byl lesník z Pays de Caux, podle Duda ze Saint-Quentin byla potomkem dánské šlechty. Gunnora se narodila pravděpodobně v roce 950. Její rodina měla velkou moc v západní Normandii a sama Gunnora byla údajně velmi bohatá. Její manželství s Richardem I. mělo velký politický význam jak pro jejího manžela, tak pro její potomky. Její bratr Herfast byl předkem velké normandské rodiny a její sestry a neteře se provdaly za nejvýznamnější normandské šlechtice.
Robert z Torigny vylíčil příběh o setkání Richarda a Gunnory. Gunnora žila u své sestry Seinfredy, manželky místního lesníka, když se Richard, locích poblíž, doslech o kráse lesníkovi manželky. Údajně nařídil Seinfredě, aby přišla do jeho lože, ale ta místo sebe poslala svou neprovdanou sestru. Richard byl prý potěšen, že byl tímto úskokem zachráněn před cizoložstvím a měl s Gunnorou tři syny a tři dcery. Na rozdíl od jiných vládců Normané uznávali manželství společným soužitím neboli more danico. Když ale bylo Richardovi zabráněno jmenovat jejich syna Roberta arcibiskupem Rouenu, vzali se „podle křesťanského zvyku“, čímž se jejich děti staly v očích církve legitimními.
Gunnora do 20. let 11. století osvědčovala vévodské listiny, ovládala jazyky a měla prý vynikající paměť. Pro Duda ze St. Quentinu byla jedním z nejdůležitějších zdrojů informací o normanské historii. Jako vdova po Richardovi je při mnohých příležitostech zmiňována jako doprovod svých synů. Že na ni manžel spoléhal, ukazují jejich listiny, kde je různě regentkou v Normandii, mediátorkou a soudkyní a také v typické roli středověké aristokratické matky, totiž arbitrem mezi manželem a jejich nejstarším synem Richardem II.
Gunnora založila a podporovala katedrálu v Coutances, položila také její základní kámen. Gunnora zemřela pravděpodobně v roce 1031, čímž přežila svého manžela i nejstaršího syna.

## Potomci
Gunnora měla s Richardem osm dětí:
- Richard II. Normandský
- Robert z Rouenu
- Mauger z Corbeil
- Robert Danus
- syn
- Emma Normandská
- Havíza Normandská
- Matylda Normandská